# Mía (Bad Bunny)
Mía è un singolo del rapper portoricano Bad Bunny, pubblicato l'11 ottobre 2018.
Il singolo ha visto la collaborazione del rapper americano-canadese Drake.

## Tracce
Testi e musiche di Aubrey Drake Graham, Benito Antonio Martinez Ocasio, Edgar Semper Vargas, Elvin Peña, Francis Diaz, Henry Pulman, Joseph Negron Velez, Luian Malave Nieves, Max Borghetti, Noah Assad, Xavier Semper Vargas.
1. Mía (feat. Drake) – 3:30